# Franz Anton von Schmöger
Franz Anton Schmöger, seit 1744 Edler von Schmöger, Herr auf Adelzhausen (* 29. Januar 1696 in Ziemetshausen; † 1773 in Friedberg) war ein kurbayerischer geheimer Rat, Statthalter und Pfleger von Wertingen und Friedberg, sowie Generalproviantdirektor, der in den Adelsstand erhoben wurde.

## Leben

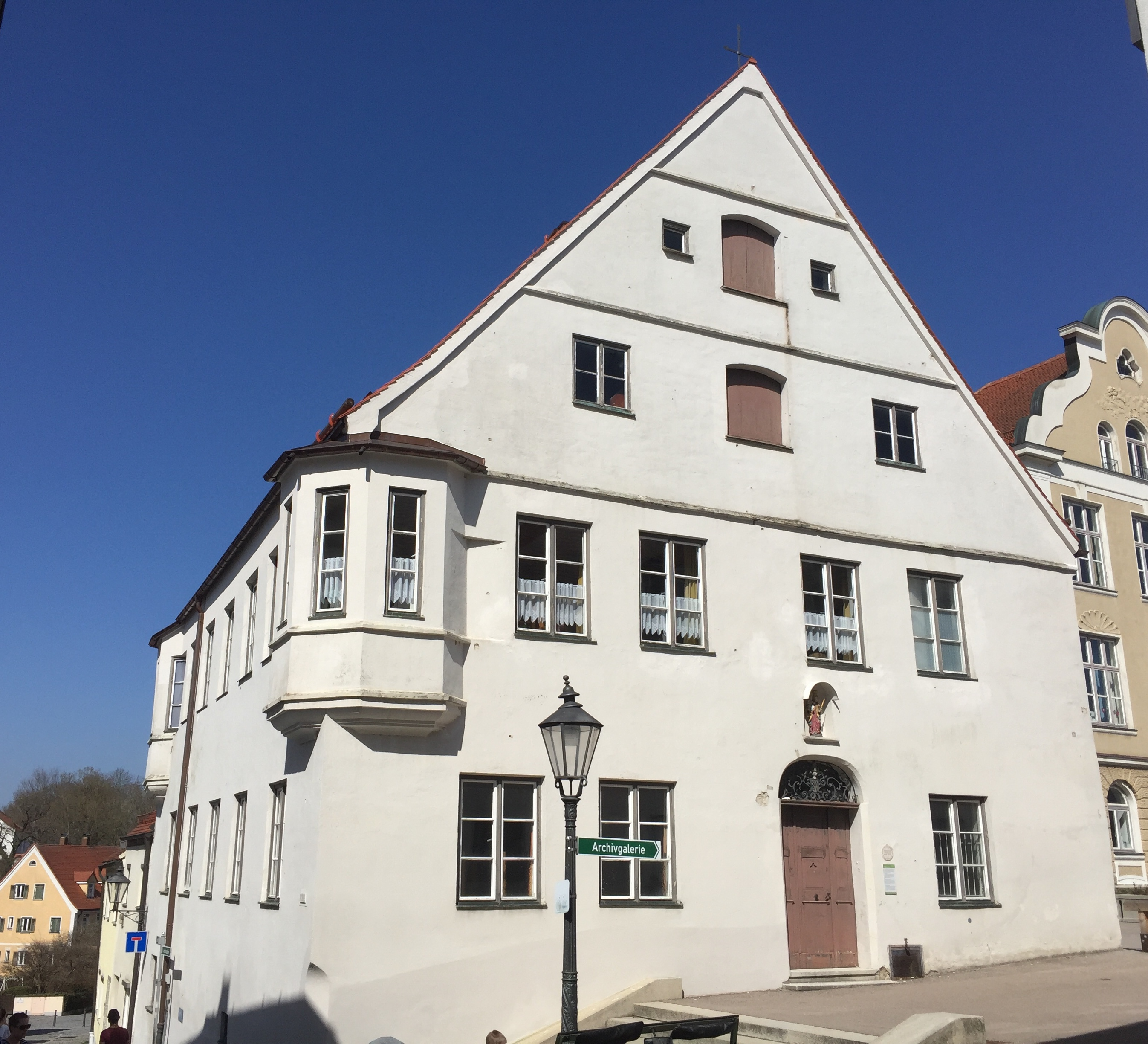
Ehemaliger Amtssitz in Friedberg

Franz Anton von Schmöger war der Sohn des Bäckermeisters von Ziemetshausen Georg Schmöger (* 17. März 1651 in Ziemetshausen; † 14. Januar 1722 in Friedberg) und der Susanna geb. Stäbe. Die Familie stammte ursprünglich aus Meiningen.
Der gelernte Jurist hatte in Wertingen die Ämter des kurbayerischen Pflegers und Statthalters übernommen, ehe er nach Friedberg versetzt wurde. Dort bezog er das Kurfürstliche Maut- und Salzamt, heute Altes Schulhaus (Friedberg). Sein Wappen über der Türe erinnert noch heute an den ehemaligen Besitzer. 1743 übernahm er die Funktion des kaiserlichen und königlich französischen Admodiateur.
Am 20. April 1744 erhielt er in Frankfurt am Main von Kaiser Karl VII. das Adelsdiplom verliehen. Damit verbunden war die Lehenbesitzfähigkeit. Die kurfürstliche bayerische Ausschreibung für denselben erfolgte am 29. April 1746. Laut Hofmarkkonskription von 1752 war er Grundherr der Hofmark Adelzhausen und nannte sich seither von Schmöger auf Adelzhausen.

### Unterschlagung
1758/59 war von Schmöger als Generalproviantdirektor Hauptlieferant der General-Admodiation. Dabei hatte er zusammen mit seinem Schwiegersohn von Massenhausen eine offene Unterschlagung der Proviantlieferung zu verantworten. Ihm wurde zum Vorwurf gemacht, die Armeeverpflegung an die Mindestbietenden verpachtet zu haben, die schlechte Ware zu hohen Preisen lieferten, wobei die vorgestreckten Kriegsgelder verschwanden. Man betitelte beide später als Reichsbetrüger.
Der von der schwäbischen Kreisrat- und Oberkriegskommission unter Johann Christoph von Oetinger 1762 erschienene 222 Seiten lange Untersuchungsbericht, kam zu dem Ergebnis, dass von Schmöger seine eingestandene Insuffizienz nicht verneinen könne und er die daraus entstandenen Folgen selbst zu tragen habe. Weiter treffe ihn und sein Schwiegersohn an der unterbliebenen Rechnungslegung und der von beiden Teilen eingenommenen Geldsummen die alleinige Schuld und somit sei der Vorwurf vollkommen begründet.
Die Rechtsstreitigkeiten mit dem Fiskus und Forderungen seiner Gläubiger zogen sich noch Jahre nach seinem Tod hin. 1777 wurde auf Befehl des kurfürstlichen Land- und Kommissionsgerichtes von Schmögers Hinterlassenschaft in Friedberg bestehend aus Immobilien und Möbel versteigert. 1807 kam es zu einem Vergleich zwischen seinen Erben und Gläubigern.

## Familie
Schmöger heiratete am 11. August 1723 NN. Es sind folgende Kinder bekannt:
- Franz Joseph von Schmöger (* 28. Februar 1733 in Wertingen; † 5. Mai 1821 in München), königl. bayerischer Hofrat zu München; ⚭ Maria Magdalena Freiin von Wadenspan
- Maria Anna von Schmöger; ⚭ Markus Christoph Nicolaus von Massenhausen, Rentkammerrat zu Amberg, kurbayerischer Hofkammerrat zu München[10]